# Vincamine
Vincamine là một alcaloid monoterpenoid được tìm thấy trong lá của Vinca minor (cây dừa cạn ít hơn), bao gồm khoảng 25-65% các alcaloid indole theo trọng lượng. Nó cũng có thể được tổng hợp từ các ancaloit liên quan.

## Công dụng
Vincamine được bán ở châu Âu dưới dạng thuốc theo toa để điều trị chứng thoái hóa và thoái hóa mạch máu nguyên phát.   Tại Hoa Kỳ, nó được phép bán dưới dạng thực phẩm bổ sung khi được dán nhãn để sử dụng ở người lớn trong sáu tháng hoặc ít hơn. Hầu hết các chế phẩm phổ biến là trong các hình thức máy tính bảng phát hành bền vững.

## Các dẫn xuất
Vinpocetine là một dẫn xuất tổng hợp của vincamine.